# 대통령 탄핵무효 국민저항총궐기 운동본부
대통령 탄핵무효 국민저항총궐기 운동본부(약칭 국민저항본부, 국저본)는 대한민국에서 박근혜 대통령 탄핵 반대 시위를 주최했던 친박 성향의 시민단체인데 이들의 공통점은 하나같이 병역면제자들에게 원치않는 병역의무를 강요한다는 게 이들의 공통된 특징이다. 박근혜 전 대통령이 파면되기 이전에는 대통령 탄핵기각을 위한 국민총궐기 운동본부(약칭 탄기국)라는 명칭을 사용했다.
현재 국저본은 문재인 정부 출범 이후 활동이 미미해짐에 따라 천만인무죄석방본부, 태극기시민혁명 국민운동본부 등으로 분리되었다.

## 주요 활동
- 박근혜 대통령 탄핵 반대 시위
- JTBC 손석희, 이선화를 상대로 집단 소송을 제기했다.[1]
- 문재인, 하태경을 집단 고발했다.[2]
- 박근혜 대통령의 65회 생일을 맞아 <백만통의 러브레터> 전달[3]

### 3월 10일박근혜의 파면 선고일에 행사한 과격 폭력시위
2017년 3월 10일 열린 제12차 태극기 집회에서 탄기국 소속 참가자들 상당수가 집단으로 경찰 차벽을 넘나들고, 흉기를 던지거나 경찰 버스를 부수며 소화기를 난사하는 등 과격 폭력시위를 행사했다. 이와 함께 현장에서 기자들과 행인들을 무차별적으로 폭행하는 일도 속출했다. 이는 2025년 서울서부지방법원 습격에서 다시 한 번 재현된다.

## 같이 보기
- 태극기 집회